# Pachygazella grangeri
Pachygazella grangeri è un mammifero artiodattilo estinto, appartenente ai bovidi. Visse tra il Miocene superiore e il Pliocene inferiore (circa 8 - 4 milioni di anni fa) e i suoi resti fossili sono stati ritrovati in Asia.

## Descrizione
Questo animale era forse simile a un camoscio particolarmente robusto. Era dotato di cavicchi ossei raggicinati, corti e massicci, di forma conica e pressoché paralleli. Le corna dovevano essere leggermente ricurve all'indietro e di sezione quasi circolare. Il parietale e l'occipitale erano ben sviluppati dietro le corna, come avviene nel genere Gazella.

## Classificazione
Nonostante il nome, il genere Pachygazella non deve essere stato un parente estinto delle gazzelle; è probabile invece che fosse un rappresentante arcaico della sottofamiglia Caprinae, forse ancestrale al gruppo dei camosci (Naemorhedini). 
Pachygazella grangeri venne descritto per la prima volta da Pierre Teilhard de Chardin e C. C. Young nel 1931, sulla base di resti fossili ritrovati in terreni del Pliocene inferiore della Cina settentrionale. Altri fossili, rinvenuti sempre in Cina, sono ascrivibili al Miocene superiore.